# Кубок Кар'яла 1997
Кубок Кар'яла 1997 — міжнародний хокейний турнір у Фінляндії в рамках Єврохокейтуру, проходив 6—9 листопада 1997 року у Гельсінкі.

## Результати та таблиця
| 1. | Швеція    | *** | 1:0 | 3:1 | 5:2 | 3 | 3 | 0 | 0 | 9:3  | 6 |
| 2. | Чехія     | 0:1 | *** | 0:1 | 5:2 | 3 | 1 | 0 | 2 | 5:4  | 2 |
| 3. | Росія     | 1:3 | 1:0 | *** | 2:3 | 3 | 1 | 0 | 2 | 4:6  | 2 |
| 4. | Фінляндія | 2:5 | 2:5 | 3:2 | *** | 3 | 1 | 0 | 2 | 7:12 | 2 |

М — підсумкове місце, І — матчі, В — перемоги, Н — нічиї, П — поразки, Ш — закинуті та пропущені шайби, О — очки

## Команда усіх зірок А
| Воротар  | Томмі Седерстрем |
| Захисник | Магнус Свенссон  |
| Захисник | Петтері Нуммелін |
| Нападник | Ян Калоун        |
| Нападник | Патрік Челльберг |
| Нападник | Кіммо Рінтанен   |

## Команда усіх зірок В
| Воротар  | Ярмо Мюллюс      |
| Захисник | Ярослав Шпачек   |
| Захисник | Дмитро Єрофєєв   |
| Нападник | Йоганссен        |
| Нападник | Ріїкка Ніємінен  |
| Нападник | Віталій Прохоров |